# Tierkampfgruppe (Olympia B 5110)

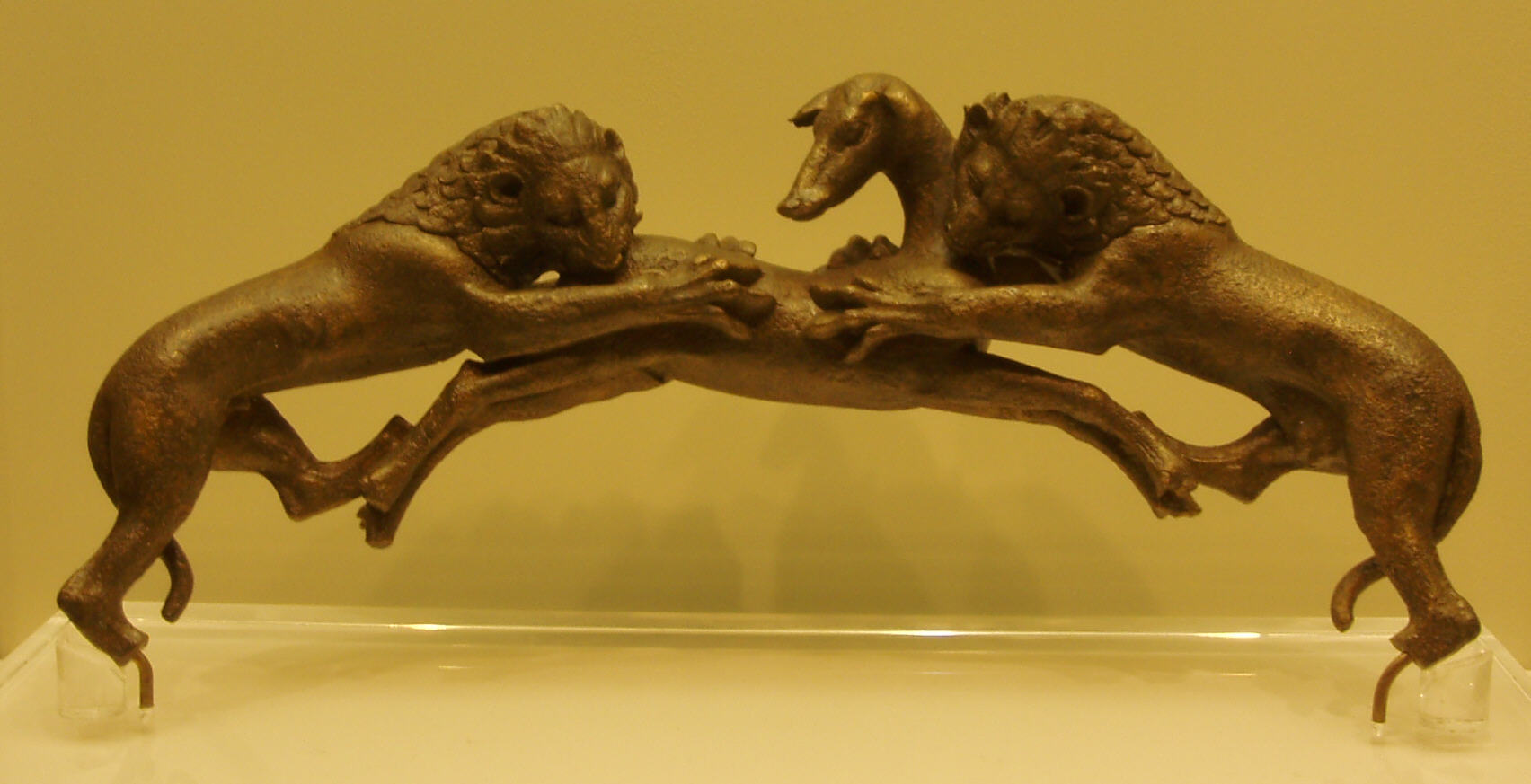
Tierkampfgruppe

Die Tierkampfgruppe ist das Fragment eines Beckenhenkels, der an beiden Attaschen gebrochen ist. Sie wurde bei Ausgrabungen in einem Brunnen am Nordwall des Stadions in Olympia gefunden und befindet sich unter der Inventarnummer B 5110 im Archäologischen Museum Olympia. Die Entstehungszeit wird um 490/480 v. Chr. datiert.
Die Kleinplastik aus Bronze ist 30,6 cm breit. Es handelt sich vermutlich um das Werk eines Bronzegießers aus Attika und ist eine von drei gleichartigen Henkelfiguren, die bislang gefunden wurden. Die anderen beiden Exemplare stammen aus Athen und Lokroi und sind älter als der Fund aus Olympia, jedoch kleiner und weniger kunstvoll. Im Gegensatz zur olympischen Tierkampfgruppe befanden sich die anderen beiden Stücke an einem flachen bronzenen Podanipter (Fußwaschbecken), weshalb ein Podanipter auch als Gefäß dieses Henkels angenommen wird. Das Gefäß muss einen Durchmesser von über einem halben Meter gehabt haben und stand vermutlich auf einem Dreifuß. Es wird vermutet, dass es sich bei dem am gleichen Fundplatz ausgegrabenen Löwenfuß um einen Fuß dieses Beckens handeln könnte. Wahrscheinlich kam der Podanipter als Votivgabe nach Olympia. Da aus der Vasenmalerei die Tränkung eines Opfertieres aus einem solchen Gefäß belegt ist, kann ein kultischer Gebrauch nicht ausgeschlossen werden.
Die Tierkampfgruppe zeigt einen männlichen Hirsch, der von vorne und hinten von Löwen angefallen wird. Beide Löwen treten mit einer ihrer Hinterpranken die linken Läufe des Hirschs nieder, der hintere Löwe krallt sich mit den Vorderpranken in seinen Rücken und beißt in den Steiß, der vordere krallt sich mit den Vorderpranken in die Flanke und beißt dem Hirsch in den Hals. Beide Löwen haben die Mähnen männlicher Löwen, der vordere ist aber durch Zitzen als Weibchen gekennzeichnet. Die Beine des Hirschs sind wie im Sprung ausgestreckt, sein Kopf ist nach seinem hinteren Verfolger umgedreht. Er trägt kein Geweih, ist aber durch eine angedeutete Erektion als männliches Jungtier erkennbar. 
Die Hufe des Hirsches, die gestreckten Hinterbeine der Löwen sowie deren Schwanzspitzen waren ursprünglich mit den Attaschen verbunden und sind mit diesen abgebrochen. Der Aufbau der Gruppe mit den derselben Seite zugewandten Tieren legt eine Vorder- und eine Rückseite des Henkels fest; die Wölbung der Gruppe weist die Vorderseite dem Inneren des Beckens zu. Die glatte Unterseite des Hirsches diente als Grifffläche des Henkels.